# Bothrops iglesiasi
Bothrops iglesiasi este o specie de șerpi din genul Bothrops, familia Viperidae, descrisă de Ayrton Amaral în anul 1923. Conform Catalogue of Life specia Bothrops iglesiasi nu are subspecii cunoscute.